# Asura mienshanica
Asura mienshanica là một loài bướm đêm thuộc phân họ Arctiinae, họ Erebidae.